# Neosergestes
Neosergestes is een geslacht van kreeftachtigen uit de klasse van de Malacostraca (hogere kreeftachtigen).

## Soorten
- Neosergestes brevispinatus (Judkins, 1978)
- Neosergestes consobrinus (Milne, 1968)
- Neosergestes edwardsii (Krøyer, 1855)
- Neosergestes geminus (Judkins, 1978)
- Neosergestes gibbilobatus (Judkins, 1978)
- Neosergestes orientalis (Hansen, 1919)
- Neosergestes semissis (Burkenroad, 1940)
- Neosergestes tantillus (Burkenroad, 1940)